# 기타와 핫팬츠
《기타와 핫팬츠》는 MBC에서 2014년 11월 23일에 방영한 드라마 페스티벌 시즌 2의 일곱 번째 작품이다.

## 등장 인물

### 주요 인물
- 한승연 : 안나 역
- 김세현 : 태주 역
- 김영훈 : 승필 역
- 장원영 : 만기 역
- 정윤혜 : 소현 역
- 한가림 : 연지 역
- 정지순 : 이 팀장 역

### 그 외 인물
- 최민 : 역
- 유환웅 : 역
- 박재정 : 역
- 권용현 : 역
- 문성필 : 역
- 한상현 : 역
- 박원호 : 역
- 송준섭 : 역
- 이효주 : 역
- 정호 : 역
- 이은석 : 역
- 밴드 황정민 : 역
- 밍스 : 역

### 특별출연
- 이유리 : 라디오 DJ 역
- 오종혁 : 기찬 역